# I Got You (I Feel Good)
I Got You (I Feel Good) (comunemente chiamata I Feel Good) è un popolare brano musicale di James Brown. Pubblicato come singolo nel 1965, è universalmente riconosciuto come uno dei brani più conosciuti di sempre.
Nel 2004 la canzone è stata posta 78ª della lista delle 500 migliori canzoni stilata dalla rivista Rolling Stone.

## Descrizione

### Storia
La canzone era stata originariamente registrata, con un testo ed una melodia praticamente identici, nel 1962 da Yvonne Fair con il titolo I Found You e pubblicata come singolo dalla King Records. La Fair era una delle coriste del gruppo di James Brown, ed aveva pubblicato diversi singoli prodotti da James Brown, benché non fosse mai riuscita ad entrare in classifica. James Brown rielaborò il testo e la musica di I Found You, e la pubblicò con il titolo ufficiale I Got You (I Feel Good).

### Successo
91 singoli della carriera di James Brown entrarono nella Billboard Hot 100, di questi I Got You (I Feel Good) fu il singolo ad ottenere il miglior risultato commerciale, raggiungendo la terza posizione. La canzone raggiunse inoltre la vetta della Billboard R&B Chart, dove rimase per sei settimane, prendendo il posto di Papa's Got a Brand New Bag, sempre di Brown, che era in vetta da otto settimane. La canzone è stata oggetto di numerose cover nel corso dei periodi successivi, e l'urlo di James Brown che si sente all'inizio ed alla fine del brano è stato campionato numerose volte, soprattutto in produzioni di genere hip hop e dance.
Nel 2000, I Got You (I Feel Good) raggiunse la ventunesima posizione nella classifica 100 Greatest Songs in Rock and Roll e la settantacinquesima nella 100 Greatest Rock and Roll Dance Songs entrambe stilate dall'emittente VH1. 

### Utilizzo nei media
I Got You (I Feel Good) è apparsa nella colonna sonora di decine di pellicole, incluse Il professore matto, Good Morning, Vietnam, Mamma, ho allagato la casa, Il dottor Dolittle, Boat Trip, Asterix e Obelix - Missione Cleopatra, K9, Garfield, Transformers e Mr. Jones. Inoltre il brano è apparso nelle serie televisive Tour of Duty, Gli amici di papà, Lost e nel cartone animato I Simpson. Inoltre è stata usata anche come sigla del programma di Canale 5 Io canto Senior condotto da Gerry Scotti.

## Cover
Di I Got You (I Feel Good) sono state realizzate cover in diversi stili e da diversi interpreti, fra cui si ricordano le versioni dell'attrice filippina Vilma Valera, di James Cotton, di Joshua Redman, dei The Jam, dei James Chance and the Contortions, di Bobby McFerrin e di Lucio Dalla. Nel 1994 è stata eseguita una cover all'interno della trasmissione televisiva Non è la RAI dalla cantante Michela Resi e interpretata sul palco da Alessandra Pazzetta, successivamente inserita nella compilation Non è la Rai novanta5.